# Štiavnica (Berg)
Die Štiavnica ist mit 2025,3 m n.m. nach dem Ďumbier der zweithöchste Berg der Niederen Tatra. Sie befindet sich im höchsten Teil des Gebirges östlich des Ďumbier, nördlich der Chata generála Milana Rastislava Štefánika (M. R. Štefánik-Schutzhütte).
In einigen Quellen wird die Štiavnica nicht als eigenständiger Berg, sondern als östlicher Gipfel im Bergmassiv von Ďumbier angesehen. Somit heißt der Berg auch alternativ Predný Ďumbier (= Vorderer Ď.) oder Malý Ďumbier (= Kleiner Ď.). Am Südhang entspringt der Bach Štiavnica, welcher den Berg im Osten umfließt, bevor er die Jánska dolina erreicht, an deren Ende er in die Waag mündet.
Auf den Berg führen keine markierten Wege, er ist aber über den Hauptkamm vom Ďumbier aus erreichbar. 